# Таїровська селищна територіальна громада

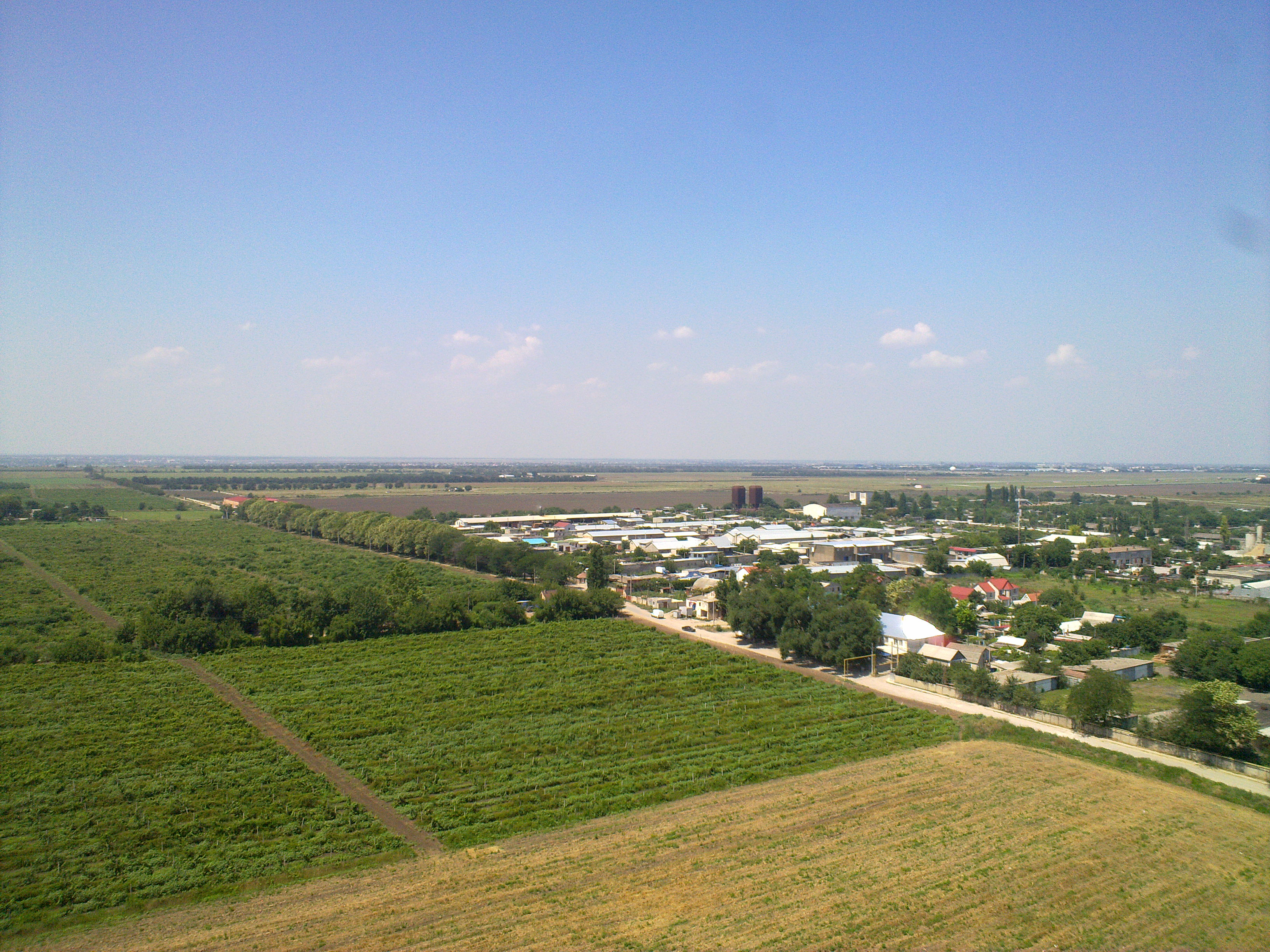
Вигляд на поля з даху будинку ЖМ Райдужний, с. Лиманка

Таїровська селищна територіальна громада — територіальна громада в Україні, у Одеському районі Одеської області, створена рішенням облради від 6 червня 2017 року в рамках адміністративно-територіальної реформи 2015–2020 років. Адміністративний центр — с-ще Таїрове.
Площа — 39.44 км², населення — 13 761 мешканців (2020).

Перші вибори відбулися 24 грудня 2017 року.
Громада утворена в результаті об'єднання Таїровської селищної із Сухолиманською сільською радою. В результаті до складу громади входять 1 с-ще Таїрове і 3 села: Балка, Лиманка і Сухий Лиман.
Староста села Сухий Лиман: Кулеш Тетяна Анатоліївна